# Поверхня Зейферта
В математиці пове́рхня Зе́йферта — поверхня, межею якої є заданий вузол або зачеплення. Такі поверхні часто бувають корисними при дослідженні відповідного вузла або зачеплення. Зокрема, за її допомогою найпростіше обчислюються багато інваріантів вузлів. Поверхні Зейферта цікаві й самі собою, як об'єкти дослідження. Названо на честь німецького математика Герберта Зейферта.

## Визначення
Нехай {\displaystyle L} — ручний орієнтований вузол або зачеплення в тривимірному просторі (або на тривимірній сфері). Поверхнею Зейферта називають компактно зв'язну орієнтовану поверхню {\displaystyle S}, вкладену в тривимірний простір так, що її межею є {\displaystyle L}, причому орієнтація на поверхні {\displaystyle S} індукує початкову орієнтацію на {\displaystyle L}.
Підкреслимо, що поверхня Зейферта має бути орієнтованою.

## Приклади
- Будь-яка компактна зв'язна орієнтована поверхня з непорожньою межею в тривимірному просторі є поверхнею Зейферта своєї межі.

- Стандартний лист Мебіуса має як межу тривіальний вузол, проте не є його поверхнею Зейферта, оскільки лист Мебіуса неорієнтований.

## Рід вузла
Поверхня Зейферта даного вузла або зачеплення визначена неоднозначно: той самий вузол (або зачеплення) {\displaystyle K} може мати кілька різних поверхонь Зейферта, мінімально можливий рід такої поверхні називають родом вузла, є його інваріантом і позначається через {\displaystyle g(K)}.
Наприклад:
- Рід тривіального вузла дорівнює 0 (оскільки він є межею диска); навпаки, якщо рід вузла дорівнює нулю, то вузол тривіальний.
- Трилисник, як і вісімка, мають рід 1.
- Рід торичного вузла типу {\displaystyle (p,q)} дорівнює {\displaystyle (p-1)(q-1) \over 2}.
- Степінь многочлена Александера є оцінкою знизу на подвійний рід вузла.

Фундаментальною властивістю роду є його адитивність відносно зв'язної суми вузлів:
{\displaystyle g(K_{1}\#K_{2})=g(K_{1})+g(K_{2})}